# Clarks
Clarks er en dansk dokumentarfilm fra 1997, der er instrueret af Max Kestner.

## Handling
Denne artikel mangler et handlingsreferat. Hjælp os med at skrive det.